# Pilar (Buenos Aires)
Pour les articles homonymes, voir Pilar.
Pilar est une ville de la province de Buenos Aires en Argentine. Elle est la capitale du partido de Pilar. Elle est située à 54 km au nord-ouest de la ville de Buenos Aires, sur la route nationale 8 (autoroute Rosario-Buenos Aires).
En 1820, y fut signé le Traité de Pilar, capitulation des forces unitaires face aux fédéralistes.

## Liens externes

Le partido de Pilar